# Progressieve Partij van de Arbeiders
De Progressieve Partij van de Arbeiders (Grieks: Ανορθωτικό Κόμμα Εργαζόμενου Λαού, Anorthotiko Komma Ergazomenou Laou, AKEL) is een communistische politieke partij in Cyprus die in 1926 is opgericht. De Cypriotische communistische partij (KKK) werd door de Britse kolonisator echter verboden. Daardoor werd de partij tijdens de Tweede Wereldoorlog hernoemd tot de "Progressieve partij van het Werkend Volk, AKEL" hernoemd, wat minder de link naar het Sovjet-communisme legde. In 1943 haalde AKEL haar eerste burgemeesters in Limassol en Famagusta. Tijdens de Koude Oorlog stond AKEL sympathiek t.o.v. de Beweging van Niet-Gebonden Landen.
Vandaag is het, samen met de centrumrechtse DISY, een van de belangrijkste partijen op het eiland. Hoewel de partij historisch een communistische partij was, is deze vandaag eerder een socialistiche partij die links van de sociaaldemocratie staat. De partij is lid van de Europese linkse fractie Europees Unitair Links/Noords Groen Links. Toch heeft de partij ook goede betrekkingen met de sociaaldemocraten in het Europees parlement.
In het Cypriotische vraagstuk pleit de partij voor een non-gebonden, verenigd Cyprus. Net als in haar geschiedenis heeft AKEL altijd voor inclusie van Turks-Cyprioten gepleit. Daarnaast was AKEL tot 1974 de enige partij van het eiland die zowel Grieks als Turks-Cyprioten in haar rangen had.
De partij publiceert het blad Haravghi. De jongerenorganisatie gelieerd aan de partij is EDON.
Bij de parlementsverkiezingen van 2006 kreeg de partij 131.066 stemmen (31,1%, 18 zetels). De partij heeft twee zetels in het Europees Parlement, die worden ingenomen door Kyriacos Triantaphyllides en Takis Hadjigeorgiou.